# D-Wave 系统公司

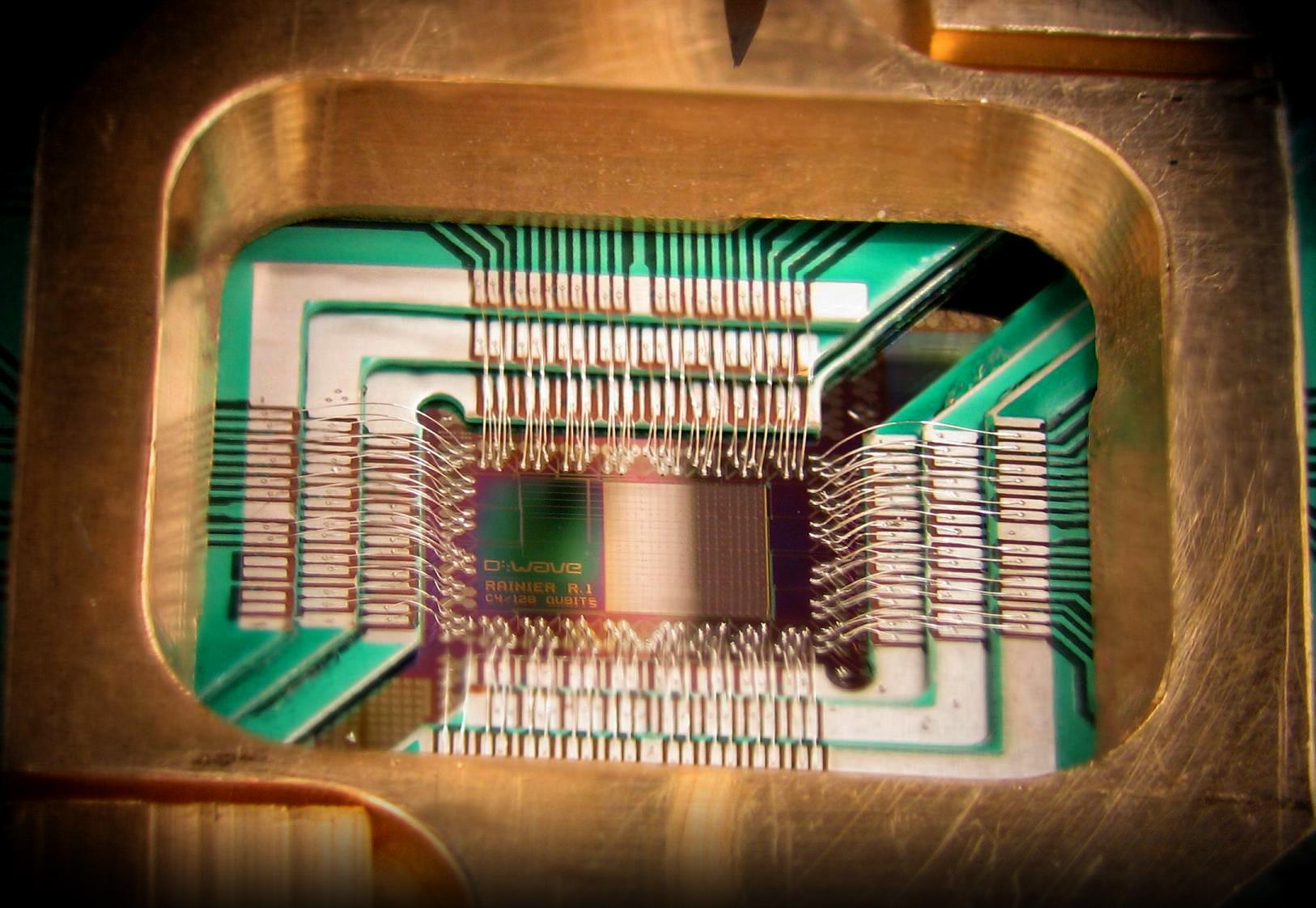
DWave晶片

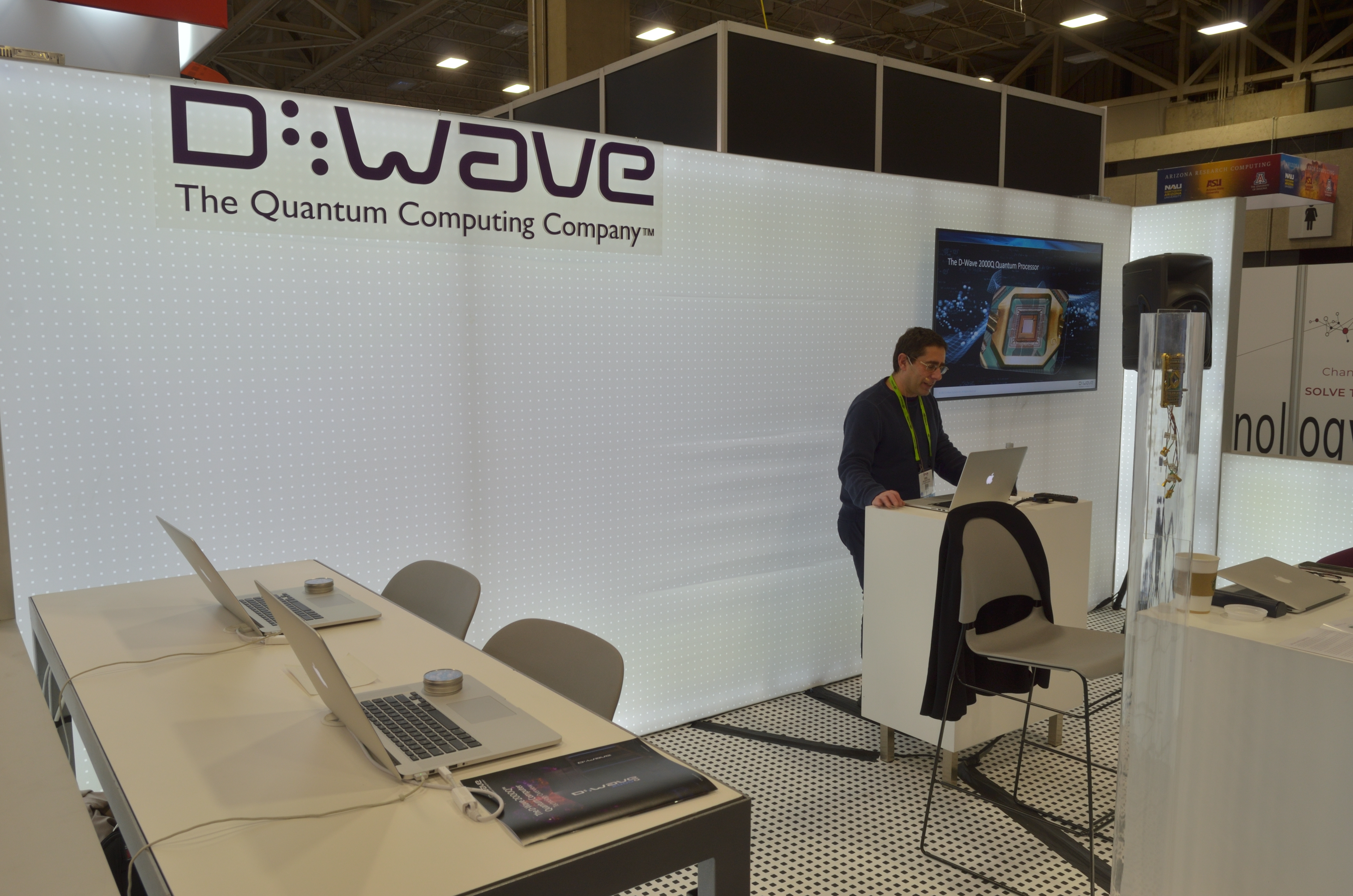
D-Wave 在SC18展覽會攤位

D-Wave 系统公司（D-Wave Systems, Inc）是一家量子计算机公司，佐迪·羅斯創立，座落于加拿大英属哥伦比亚省的本那比市。

## 歷史
佐迪·羅斯認為傳統的量子電腦構思方法是一種很差的設計，導致長期以來突破有限，2003年他認為找到另一種達成量子運算的蹊徑旁路方法，此方法至今仍有部分保密，於當年成立D-Wave 系统公司。
量子電腦最大困難在於操作量子位元必須使用量子纏結，而這過程外部任何因素都會干擾所以必須搭配龐大複雜的機器設計用以隔絕外部環境任何一絲干擾，導致能存在的量子位元有限，羅斯的「絕熱量子運算」理論設計出的電腦能迴避這問題的大部分，但這電腦只能進行量子退火算法，跟全定義下的量子電腦有根本分別，例如無法運行Shor演算法。起初不少人懷疑D-Wave運算系統是否真正用上了量子效應，質疑該公司為何不提供證據，其運作原理亦成謎。2011年，D-Wave系統在科學期刊《自然》刊登了一篇論文，說明D-Wave的晶片擁有某些量子特性，使一直懷疑D-Wave的麻省理工學院教授、電腦專家Scott Aaronson宣佈必須承認D-Wave確實有些不同傳統電腦的特性，並非騙局。
2011年5月11日，D-Wave推出了D-Wave One，被称为世界上第一个商用量子计算机(有爭議)，也是参照绝热理论的量子退火技术并用128量子位元来解决最优化问题的量子计算机。國防工業承包商Lockheed Martin成為D-Wave系統的首名客戶，雙方簽下多年合約，購入D-Wave One量子運算系統，洛馬公司認為必須及早接入前沿科技以探索其國防價值。
2013年5月它宣佈NASA和Google也共同预定了一台采用512量子位的D-Wave Two量子计算机。
D-Wave One是基于早期原型机如D-Wave's Orion的量子计算机。该原型是一个16量子位的绝热量子计算机，于2007年2月13日加州山景城的计算机历史博物馆中被公开展示。同年11月2日，D-Wave公司演示了他们声称的28量子位的绝热量子计算机。其使用的量子计算芯片NASA在位于加州帕萨迪纳的NASA喷气推进实验室下的微型设备实验室制造。
Google的研究團隊後來發表了一篇論文，發現跟傳統電腦運行模擬退火及量子蒙地卡羅比賽，表示在特定演算法下D-Wave比傳統電腦快了一億倍，然而這不能定義為它就強一億倍，因為當傳統電腦換用別的演算法時效能又強過D-Wave，大致而言它並未顯示出所謂的「量子加速」理論表現，只能看作一台設計思維獨特的傳統電腦。